# Central European Journal of Mathematics
La Central European Journal of Mathematics è una rivista scientifica bimestrale con peer-review che copre tutti gli aspetti della matematica. È stata fondata nel 2003 ed è pubblicata da Versita in collaborazione con Springer-Verlag GmbH.

## Tematiche
La rivista Central European Journal of Mathematics pubblica articoli originali di ricerca, articoli di revisione e comunicazioni brevi nelle seguenti aree matematiche:
- Logica matematica e teoria degli insiemi
- Teoria delle categorie
- Algebra astratta
- Geometria algebrica
- Analisi reale
- Analisi complessa
- Equazioni differenziali
- Sistemi dinamici e teoria ergodica
- Analisi funzionale
- Geometria
- Geometria differenziale
- Topologia
- Teoria delle probabilità e statistica
- Controllo ottimale
- Metodi Numerici
- Matematica Discreta
- Teoria dei numeri

## Indicizzazione
La rivista è indicizzata presso lo Science Citation Index Expanded, Current Contents/Physical, Chemical & Earth Sciences (CC/PC&ES), Mathematical Reviews, Zentralblatt MATH, e Scopus. Secondo il Journal Citation Reports, nell'anno 2010 la rivista ha avuto un impact factor uguale a  0.581. eISSN 1644-3616.

## Redattori capi
La rivista ha avuto i seguenti redattori capi:
- Andrzej Białynicki-Birula (Università di Varsavia, Polonia) (2003 - 2004)
- Grigory Margulis (Yale University, USA) (2004 - 2009)
- Fedor Bogomolov (Courant Institute of Mathematical Sciences USA) (2009 – data odierna)